# Puente de Pocinho
El Puente Rodo-Ferroviario de Pocinho, también conocida por Puente de Pocinho, es una infraestructura rodo-ferroviaria de la Línea del Sabor, que cruza el río Duero en el municipio de Vila Nova de Vera Côa, en Portugal; se encuentra cerrada al servicio, para ambos tipos de tráfico.

## Localización
El puente se localiza junto a la Estación de Pocinho, en el inicio de la Línea del Sabor.

## Características
Presenta dos pisos superpuestos: el superior, con, aproximadamente, 262 m de longitud y 8  m de longitud, transportaba una vía férrea en ancho métrico, y el inferior, una carretera; está asentado sobre cuatro pilares de piedra, formando 3 arcos de 54 m en el centro y 2 de 45 m en los extremos.
El contrato de febrero de 1902 establecía que el puente de Pocinho debería ser metálica, con pilares de mampostería, y transportar la Ruta Real 9 y el Ferrocarril de Pocinho a Miranda; el piso superior debería tener una altura superior a 5 metros en relación con el nivel de los carriles en la Estación del Pocinho, teniendo las vías entre el puente y la estación un radio de curva no inferior a 200 metros. El punto más profundo del río habría de estar al nivel del centro de uno de los arcos, no pudiendo este ser superior a 50 metros, y el banzo superior de las vigas debería ser construido de forma que tuviese una altura superior a 2 metros sobre el nivel máximo de los desbordes.

## Historia

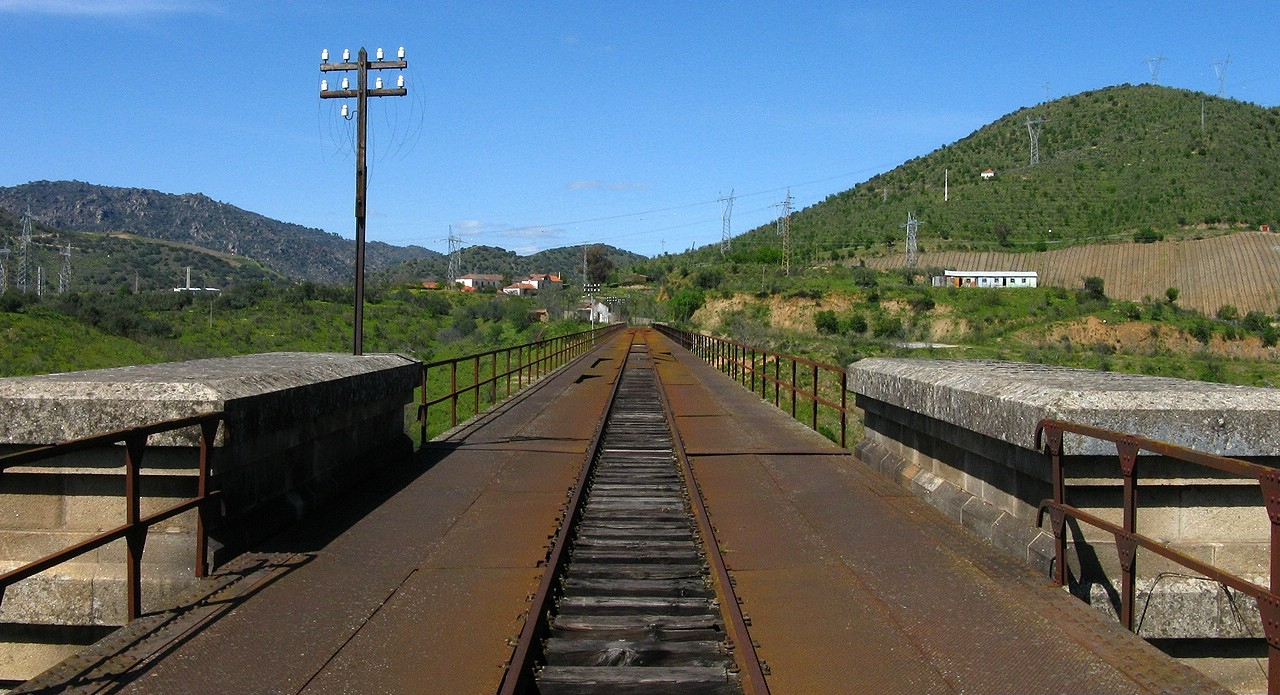
Tablero superior, con la antigua vía de la Línea del Sabor.

### Planificación, construcción e inauguración
La construcción de un puente en este lugar, con dos pisos superpuestos, fue prevista por el Plan de la Red Complementario al Norte del Mondego, datado el 15 de febrero de 1900; no obstante, el primer concurso, realizado el 30 de julio de 1901, no obtuvo resultados. Así, el 5 de diciembre de 1901, fue publicado un decreto, estableciendo las bases para un nuevo concurso y respectivo cuaderno de encargos, que fue presentado por el consejo de administración de la compañía de los Ferrocarriles del Estado el 27 de diciembre, y aprobado por el estado portugués el 7 de febrero del año siguiente; además del puente en si, el concurso también contaba con la construcción de una conexión ferroviaria a la Estación del Pocinho, y de avenidas de acceso a la Ruta Real 9.
No obstante, este concurso, terminado el 30 de mayo, tampoco obtuvo resultados, por lo que el estado autorizó, el 1 de diciembre, a la administración de la compañía de los Ferrocarriles del Estado a celebrar un contrato con la Empresa Industrial Portuguesa la construcción del puente. Así, el 25 de mayo de 1903, fue presentado por Estevão Torres, ingeniero jefe de los almacenes generales, el proyecto para el puente, mostrando un tablero superior ya preparado para una futura transformación en ancho ibérico. No obstante, y a pesar de que este proyecto había sido aprobado por el Consejo Superior de Obras Públicas y Minas, varios problemas en la planificación de la Línea, relacionado con la sección de vía ancha entre Pocinho y Carviçais, atrasaron este proceso, por lo que, el 1 de agosto del mismo año, el estado volvió a presionar a la operadora ferroviaria para la designación de un contrato para la construcción del puente, y determinó que las obras tendrían que iniciarse inmediatamente. En septiembre, el contrato ya había sido firmado, comenzándose las obras de construcción en noviembre de 1903; el estado determinó, en un decreto del 11 de noviembre, que el tablero superior debía ser reforzado, debido al hecho de que se preveía que aquel tramo de la Línea del Sabor sería utilizado para transportar mercancías de pesos considerables, como minerales y mármoles.
Fue inaugurado el 4 de julio de 1909; en ese momento, la conexión por carretera que pasaba en el tablero inferior era la Ruta Real n.º 9.
El tramo entre Pocinho y Carviçais de la Línea del Sabor, donde esta infraestructura se integraba, abrió a la explotación el 17 de septiembre de 1911.

### Declive y cierre

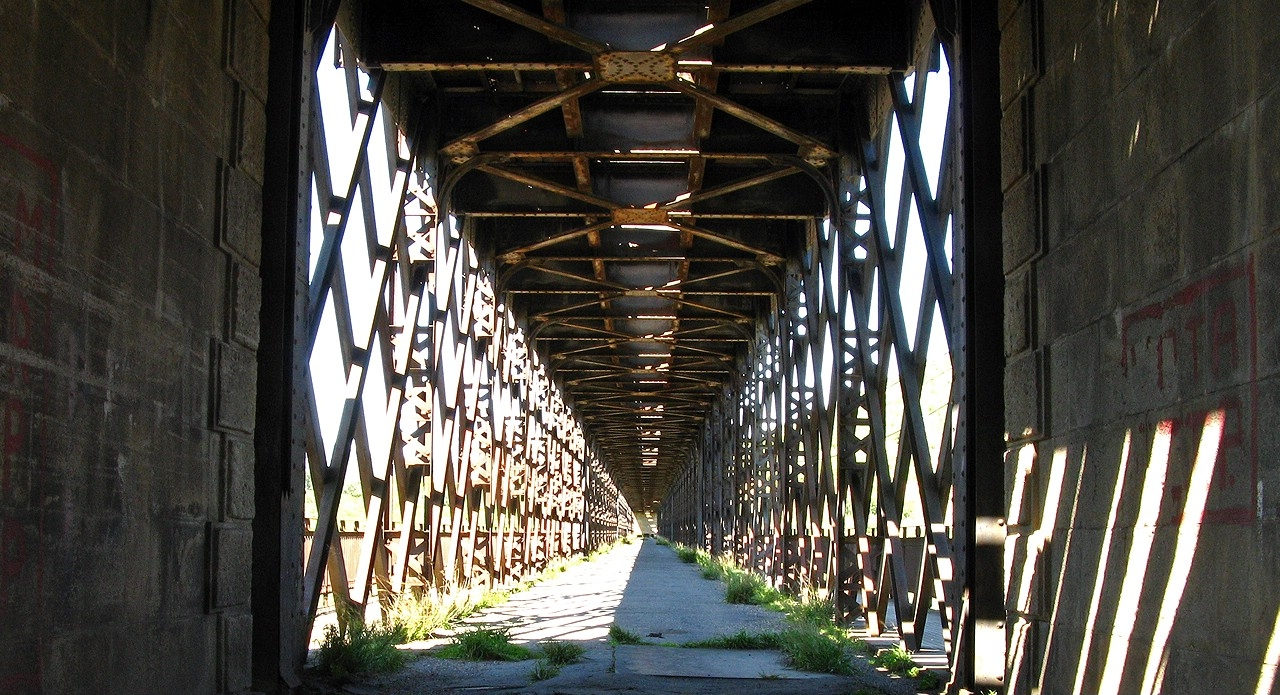
Tablero inferior del puente, para uso de transporte.

La Línea del Sabor cerró a la explotación el 1 de agosto de 1988.
En 2009, las administraciones de Torre de Moncorvo y Vila Nova de Vera Côa solicitaron al Ministerio de Cultura que este puente fuese clasificado como patrimonio nacional, debido a su importancia como parte del futuro proyecto de la vía verde del Sabor.